# Burgstall Myslůvka

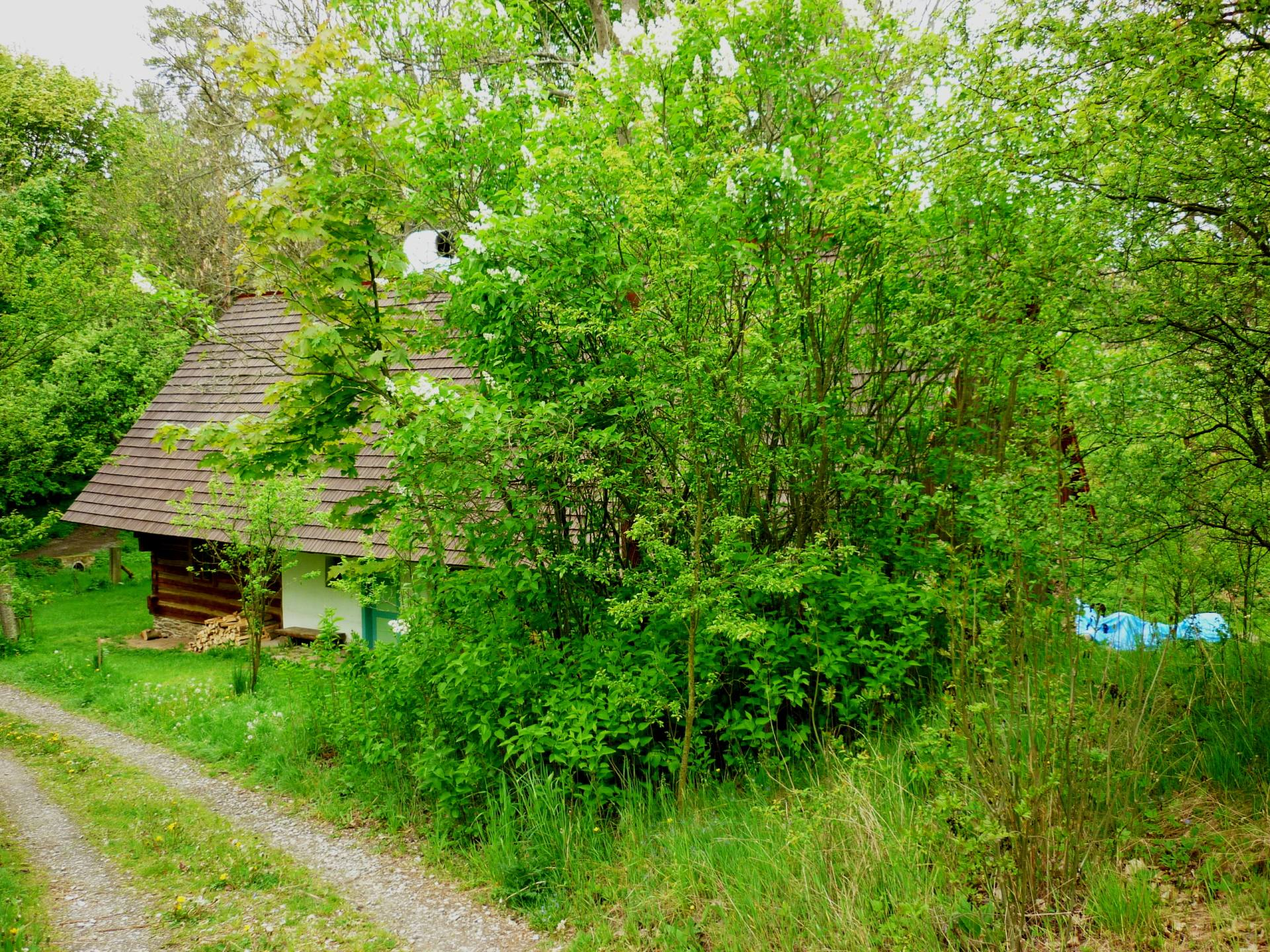
Weg durch den Burggraben bei Chaluppe Nr. 7

Der Burgstall Myslůvka ist eine abgegangene gotische Feste in Tschechien. Er liegt südwestlich des Dorfangers am Ortsrand von Myslůvka im Okres Jihlava.

## Geographie
Der Burgstall befindet sich linksseitig über dem Tal des Baches Myslůvka auf dem erhöhten Platz Hradiště (494 m n.m.) in der Dačická kotlina (Datschitzer Becken).

## Geschichte
Zur Burg selbst existiert keinerlei schriftliche Überlieferung. Sie wird als Sitz des Thomas Vierdunk (Tomáš Věrduňk), eines Vasallen der Herren von Neuhaus angesehen, der sich 1351 das Prädikat von Mislow (z Myslové) zulegte. Die Feste ist wahrscheinlich am Übergang vom 14. zum 15. Jahrhundert erloschen; nach der Inkorporierung des damals als Wyerdunkowa Myslowka bezeichneten Dorfes in die Herrschaft Teltsch wurde sie ebenfalls nicht erwähnt.
Zu Beginn des 20. Jahrhunderts erfolgte eine archäologischen Untersuchung des Burgstalls durch den Teltscher Bürgerschuldirektor Johann Tiray.

## Anlage
Die von einem Wall und Graben umgebene Anlage hat einen quadratischen Grundriss mit einer Seitenlänge von 85 Metern. Mittig befindet sich ein felsiger Platz, der als Standort des Wohngebäudes angesehen wird. Erhalten ist lediglich – vor der Chaluppe Nr. 7 – ein Teil des heute als Weg genutzten nordwestlichen Grabens mit kaum wahrnehmbaren Resten des Walls. Entlang der Südseite verläuft ebenfalls ein Weg, der vermutlich auf dem Graben angelegt wurde. Der östliche Teil der Anlage ist durch den Bau der Chaluppe Nr. 8 gestört. Das Gelände ist heute teilweise mit Bäumen überwachsen, einige Flächen werden als Garten genutzt.
Der Burgstall ist nicht als Kulturdenkmal geschützt. Er gilt im Zusammenhang mit der erhaltenen Dorfstruktur des Rundlings Myslůvka als wichtiges Dokument mittelalterlicher Baukunst im Zusammenhang mit der Dorfstruktur. Er ist seit 2001 Teil des archäologischen Fundplatzes der zweiten Kategorie „Mittelalterlicher und neuzeitlicher Kern des Dorfes Myslůvka“.